# Thundermother
Thundermother är ett rockband som grundades av Filippa Nässil och Moa Munoz i Växjö år 2009. 
De första åren hade bandet ett antal olika medlemssättningar men från år 2012 hade bandet en stadig line-up. I mars 2017 lämnade alla bandmedlemmar utom Filippa Nässil bandet. Nässil, som grundat bandet, valde att fortsätta med ny line-up. I februari 2023 lämnade återigen alla bandmedlemmar utom Filippa Nässil bandet. Nässil valde även denna gång att fortsätta med ny line-up.
En av de första bandmedlemmarna Moa Munoz är idag turnébasist för Olivia Rodrigo.
Bandet har bland annat spelat på Sweden Rock Festival, Bråvalla festivalen, Skogsröjet, Metaltown, Getaway Rock Festival och som förband till Kiss på Kiss Kruise. De har även turnerat med rockbandet D-A-D, Backyard Babies och Scorpions. Bandet är numera bosatt i Stockholm.
Vecka 32 år 2020, veckan efter släppet av albumet Heat Wave, var albumet det sjätte mest sålda albumet i Tyskland, det åttonde mest sålda albumet i Sverige och på sjunde plats på Sverigetopplistans hårdrockslista.
I april 2021 vann Thundermother Gaffapriset 2021 i kategorin "Årets Hårdrock/Metal".

## Medlemmar
Nuvarande medlemmar
- Filippa Nässil – gitarr (2009– )
- Linnéa Vikström – sång (2023–idag)
- Majsan Lindberg – basgitarr (2019-2021, 2023–idag)
- Joan Massing – trummor (2023–idag)

Tidigare medlemmar
- Clare Cunningham – sång (2013–2017)[13][1]
- Giorgia Carteri – gitarr (2011–2017)[1][14][15]
- Linda Ström – basgitarr (?–2017)[1][14]
- Tilda Stenqvist – trummor (?–2017)[1][14]
- Sara Pettersson – basgitarr[14]
- Guernica Mancini – sång (2017–2023)[14]
- Emlee Johansson – trummor (2017–2023)[14]
- Tomas Salonen – trummor
- Mona Lindgren – basgitarr (?–2023)[14]
- Moa Munoz – basgitarr

## Diskografi

### Album
- 2014 – Rock N Roll Disaster
- 2015 – Road Fever
- 2018 – Thundermother
- 2020 – Heat Wave
- 2022 – Black and Gold

### Singlar
- 2015 - Deal With the Devil
- 2015 - It's Just a Tease
- 2015 - Rock ’n’ Roll Sisterhood
- 2016 - Hellevator
- 2017 - We Fight For Rock N Roll
- 2017 - Whatever
- 2018 - Fire in the Rain
- 2018 - Revival
- 2020 - Driving in Style
- 2020 - Sleep
- 2021 - You Can't Handle Me
- 2022 - Watch Out
- 2022 - I Don't Know You
- 2022 - Hot Mess